# Heliotropium inconspicuum
Heliotropium inconspicuum là loài thực vật có hoa trong họ Mồ hôi. Loài này được Reiche mô tả khoa học đầu tiên năm 1910.